# Sideritis pumila
Sideritis pumila là một loài thực vật có hoa trong họ Hoa môi. Loài này được (Christ) Mendoza-Heuer miêu tả khoa học đầu tiên năm 1973 publ. 1974.